# Münchner Ringbahn

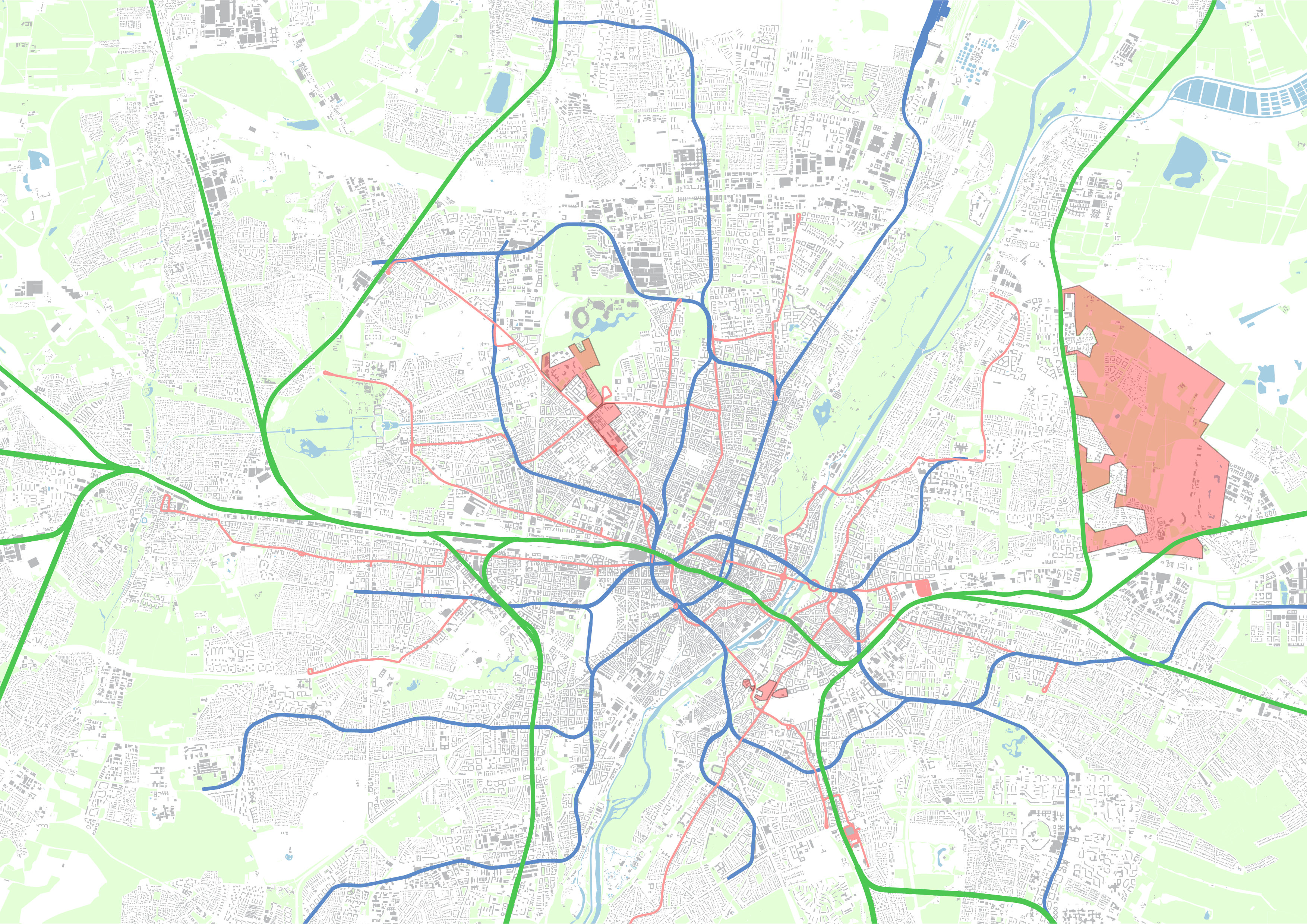
Sternförmige Netze von S-Bahn, U-Bahn und Tram und ausgewählte Stadtentwicklungsgebiete

Mit Münchner Ringbahn werden verschiedene Konzepte für tangentiale Verbindungen im Schienenpersonenverkehr der bayerischen Landeshauptstadt München bezeichnet, die den Betrieb einer Ringlinie ermöglichen. Meist sollen für eine Ringbahn die vorhandenen Trassen des Münchner Nordrings, der Bahnstrecke München-Laim–München Süd und der Bahnstrecke München–Rosenheim genutzt werden. Dabei kämen Züge zum Einsatz, die zu den Münchner S-Bahnen kompatibel wären.

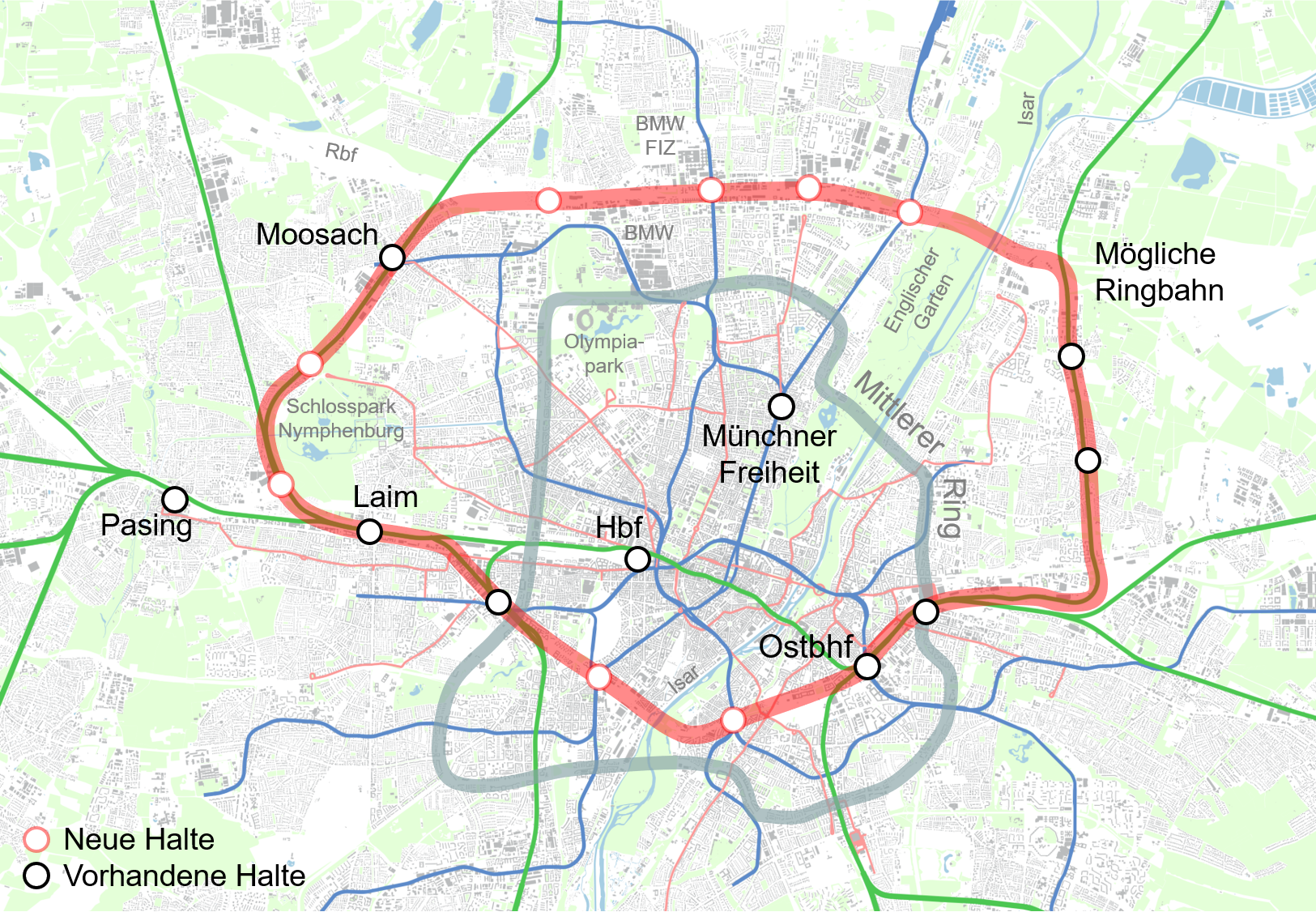
Ringbahn auf vorhandener Trasse

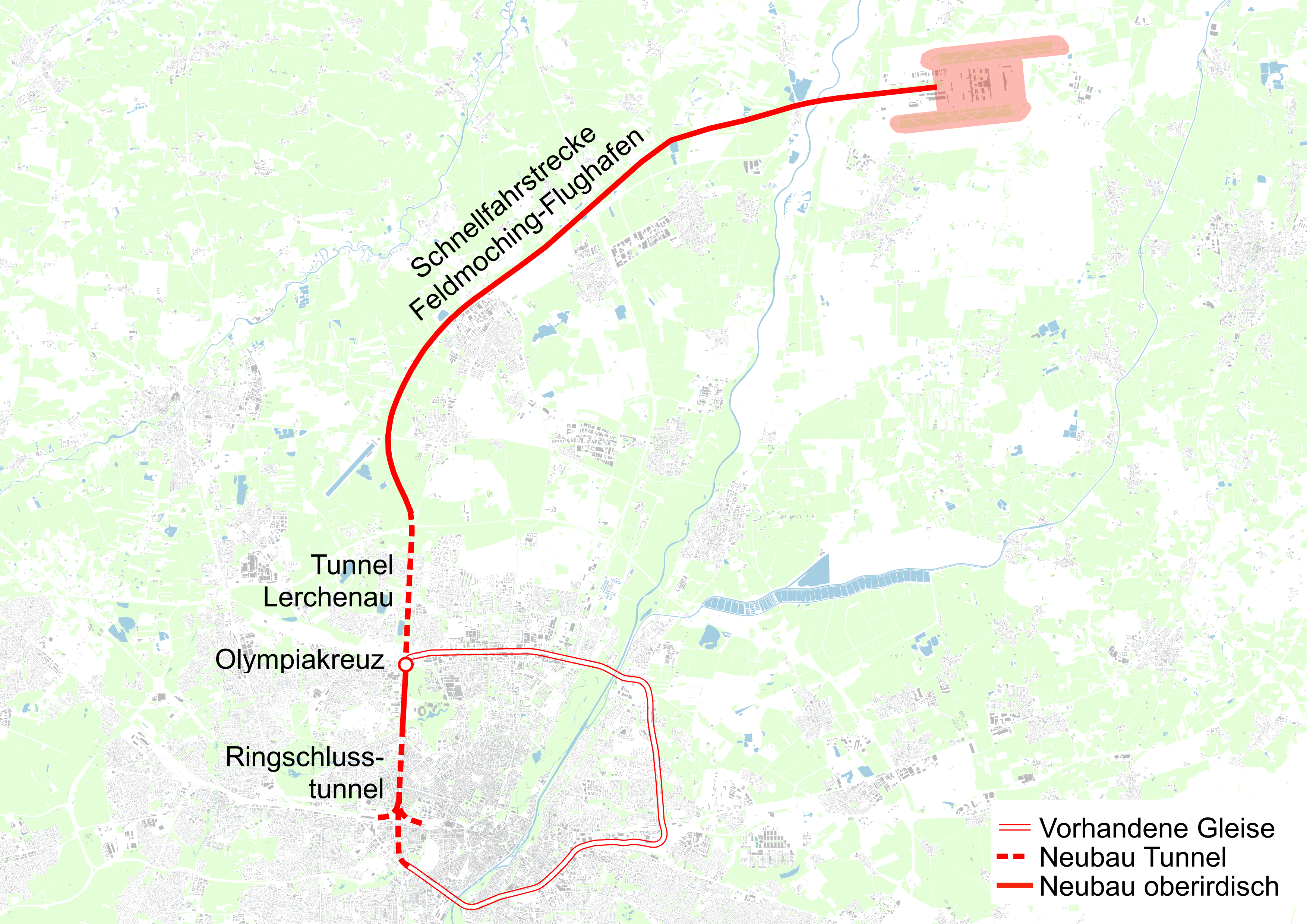
Ringbahn und Flughafenanbindung nach Herzog und Atabay

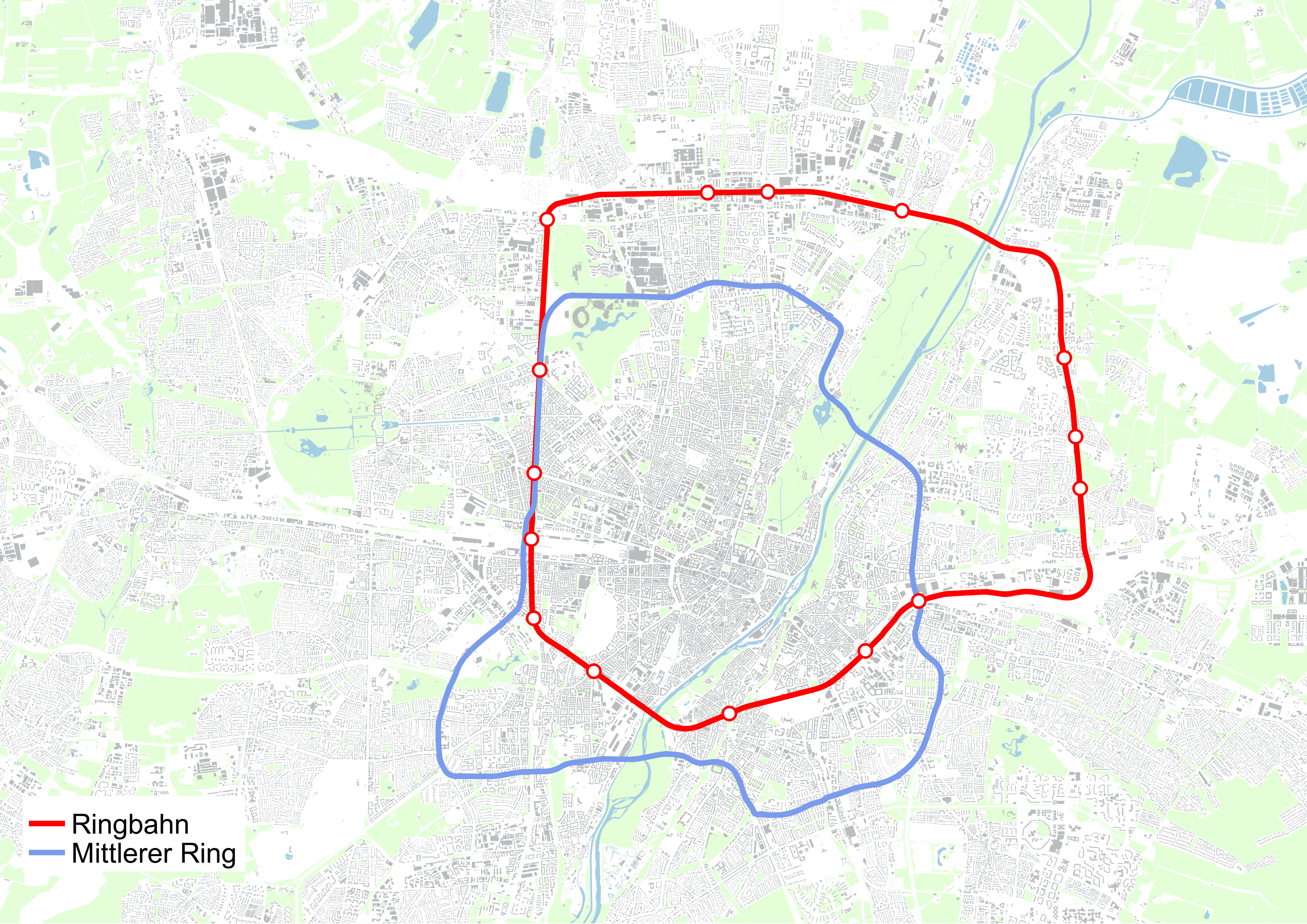
Lage der Ringbahn (rot) nach Herzog und Atabay im Vergleich zum Mittleren Ring (blau)

## Hintergrund
Die Netze von S-Bahn, U-Bahn und Tram führen weitgehend sternförmig in das Münchner Zentrum. Für Tangentialverbindungen sind daher im Schienenpersonennahverkehr Umwege über das Zentrum nötig oder die Nutzung von Bussen. Motivation für eine Ringlinie im Schienenverkehr ist vorrangig die Schaffung schneller und leistungsfähiger Tangentialverbindungen. Daneben sollen für das prognostizierte Bevölkerungswachstum der Stadt München ausreichende Kapazitäten im öffentlichen Verkehr geschaffen werden, wobei durch eine Verlagerung vom motorisierten Individualverkehr auf den Schienenverkehr auch der Feinstaubproblematik in München begegnet werden kann. Allerdings ist das Ausweichen vom PKW auf den öffentlichen Verkehr aus Sicht von Vertretern des Freistaates Bayern nicht problemlos möglich, da dieser gegenwärtig bereits an der Belastungsgrenze operiert. Vertreter der Stadt München sehen trotz Realisierung der Zweiten Stammstrecke eine Notwendigkeit für eine Ringbahn.

## Studien für eine Münchner Ringbahn
Im Jahr 2012 wurde von den Architekten und Stadtplanern Roman Leonhartsberger, Felix Krüttli und Florian Dirschedl eine stadtstrategische Studie für eine Ringbahn erstellt, die auf bestehende Trassen verkehren könnte. Das Thema Ringbahn stieß bei einem Bürgerbeteiligungsverfahren der Landeshauptstadt München auf große Zustimmung.
Der Landtagsabgeordnete Michael Piazolo gab bei den Ingenieuren Simon Herzog und Dennis Atabay im Jahr 2016 eine Konzeptstudie in Auftrag. In der Studie wurden Fahrzeiten und Beförderungskapazitäten für eine Ringbahn berechnet. Dieser S-Bahn-Ring verliefe beginnend am 1988 stillgelegten S-Bahnhof Olympiastadion über einen ausgebauten Nordring bis nach Johanneskirchen. Ab Johanneskirchen würde diese Ringbahn dem Verlauf der S8 bis zum Ostbahnhof folgen und von dort weiter auf der Bahnstrecke München–Rosenheim bis zum Heimeranplatz. Der Ringschluss vom Heimeranplatz zum Nordring verliefe überwiegend unterirdisch bis zum Nordring und wäre Teil einer Flughafenanbindung für den Fernverkehr. Der Trassenverlauf im Bereich der Landshuter Allee entspräche im Wesentlichen der bis zum Jahr 2008 verfolgten Planung für den Transrapid. Die von Herzog und Atabay vorgeschlagene Strecke würde neben dem Fernverkehr zum Flughafen auch dem Regionalverkehr in Richtung Freising und Landshut dienen und so die bestehende Strecke der S1 durch Unterschleißheim, Oberschleißheim und Neufahrn entlasten. Zudem könnte durch verbesserte Verbindungen in Richtung Freising, Landshut und Augsburg der Siedlungsdruck auf die Stadt München reduziert werden. An allen Stationen der Ringbahn sind Umsteigemöglichkeiten zum heutigen Schienenpersonenverkehr vorgesehen. Bei einem 10-Minuten-Takt im S-Bahn-Verkehr hätte die Ringbahn eine Transportkapazität ähnlich wie der Mittlere Ring und würde maßgeblich zu dessen Entlastung beitragen. Die Autoren schätzen, dass das Investitionsvolumen für die Ringbahn einschließlich der Flughafenanbindung im Bereich von 2 Milliarden Euro bis 3,6 Milliarden Euro liegt (Preisstand 2016).
| Verbindung                       | Zwischenhalte        | Fahrplan 2016 | mit Ringbahn und Flughafenanbindung |
| -------------------------------- | -------------------- | ------------- | ----------------------------------- |
| München Hbf – Flughafen München  | Olympiakreuz         | 41 min        | 19 min                              |
| Augsburg – Flughafen München     | Pasing, Olympiakreuz | 1 h 18 min    | 43 min                              |
| Pasing – Flughafen München       | Olympiakreuz         | 44 min        | 21 min                              |
| Olympiakreuz – Flughafen München | –                    | 47 min        | 11 min                              |
| Landshut – Olympiakreuz          | Freising             | 1 h 08 min    | 38 min                              |

Laut einem Zeitungsbericht vom Februar 2020 wurde seinerzeit die Realisierung eines S-Bahn-Pendelverkehrs auf einer Teilstrecke des Nordrings zwischen Karlsfeld und dem Euro-Industriepark für 2025 erwogen, eine Realisierung des gesamten S-Bahn-Ringes für absehbare Zeit jedoch wegen des Umfangs der dazu erforderlichen Strecken- und Bahnhofsausbauten als unwahrscheinlich angesehen.

## Planung
Der damalige bayerische Verkehrsminister Joachim Herrmann hatte 2016 einen Ausbau von Nord- und Südring als Ergänzung zur zweiten Stammstrecke als denkbar bezeichnet. Die CSU-Fraktion im Münchner Stadtrat beantragte im März 2017 die Prüfung eines Konzeptes für eine Ringbahn unter Berücksichtigung einer Flughafenanbindung für den Fernverkehr und die Freihaltung der dafür erforderlichen Flächen. Anfang September 2018 plädierte Bayerns Ministerpräsident Markus Söder für einen S-Bahn-Ring. Ende September 2018 gab die Bayerische Staatsregierung die Prüfung eines S-Bahn-Ringes bekannt. Der im November 2018 vorgestellte Koalitionsvertrag von CSU und Freien Wählern sieht die Realisierung eines S-Bahn-Ringes vor, ebenso der Koalitionsvertrag von 2023.

## Kritik
In Anbetracht des finanziellen Aufwandes für die Realisierung einer Ringbahn äußerten im Oktober 2016 Mitglieder des Bayerischen Landtages Zweifel an der zeitnahen Umsetzbarkeit.